# Joseph Probst
Josef (Joseph) Probst (Vianden, 18 november 1911 – Junglinster, 8 juli 1997) was een Luxemburgs kunstschilder en keramist.

## Leven en werk
Joseph Probst werd geboren in Vianden als zoon van onderwijzer Nicolas Probst en Anne-Marie Noirhomme. Hij was een broer van de kunstenaar Émile Probst. In 1922 vestigde de familie zich in Luxemburg-Stad. Hij werd er opgeleid aan het Athénée grand-ducal (1924-1931), bij de avondcursus van Pierre Blanc (1929) en aan de École d'artisans de l'État (1931-1932). Hij vervolgde zijn studie aan de Koninklijke Academie voor Schone Kunsten van Brussel (1932-1934) en de Akademie der bildenden Künste Wien (1934-1935). Hoewel hij in 1938 slaagde voor het examen om tekenleraar te worden, heeft hij dat beroep nooit uitgeoefend. Hij keerde terug naar de Brusselse Academie (1938-1940), waar hij zich onder Anto Carte verder bekwaamde in decoratieve en monumentale kunst. In 1939 keerde hij terug naar het Groothertogdom en nam deel aan de Luxemburgse afvaardiging naar de wereldtentoonstelling in New York.
Tijdens de Tweede Wereldoorlog zette hij in Junglinster de eerste stappen als zelfstandig kunstenaar en ontwikkelde hij zijn schilderkunst. Hij tekende aanvankelijk portretten en schilderde landschappen en stillevens, later werd zijn werk meer expressionistisch. Zijn expositie in 1946 bij Galerie Paul Brück werd goed ontvangen. Critici waren te spreken over zijn werk: "Deze jonge schilder heeft zich de afgelopen jaren volledig verzameld en met een enorme inspanning een artistiek waardevol werk gecreëerd, waarvan de ingehouden dynamiek een woord van oprechte en warme bewondering verdient. Vorm en kleur smelten in zijn beste werken samen tot een stevig gesloten stilistische eenheid. Zijn sterke compositietalent, dat zo zeldzaam is bij onze Luxemburgse schilders, komt zelden voor (...) Moge er spoedig een geschikt werkterrein voor de kunstenaar opengaan." (Lommel) en "Hier is niets meer onzeker, dat is expressie, sterke implementatie en vrije expressie van een wil die verder gaat dan voelen." (Delcourt). In 1947 trouwde hij met de keramiste Colette Wurth (1928-2008).
Probst werd een van de drijvende krachten achter de abstracte kunst in Luxemburg. Hij richtte met François Gillen, Victor Jungblut en Lucien Wercollier de Nouvelle Équipe (1948) op en organiseerde met hen de eerste Salon de la Nouvelle Équipe. In 1954 richtte hij samen met onder anderen zijn vrouw, Gillen, Frantz Kinnen, Emile Kirscht Wenzel Profant, Michel Stoffel en Wercollier de groep Iconomaques op. In de loop van de jaren 50 ging hij van geometrische abstractie in de richting van de abstracte lyriek. Naast zijn schilderijen en grafisch werk maakte Probst ook wandkeramiek met zijn vrouw en glas-in-loodramen met zijn broer Émile. Op het eerste congres van de l'Académie Internationale de la Céramique in Cannes (1955) ontvingen Joseph en Colette Probst en Jeanne en Léon Nosbusch een erediploma. In 1961 exposeerde het echtpaar Probst samen in de Galerie d'Art Municipale in Esch, tien jaar later had hij er een solotentoonstelling. In 1973 werd hij benoemd tot officier in de Orde van Verdienste van het Groothertogdom Luxemburg. 
Joseph Probst overleed op 85-jarige leeftijd. In 2003 waren werken van Probst en zijn dochter Annette Weiwers-Probst, naast dat van onder anderen Per Kirkeby, Emile Kirsch, Robert Mapplethorpe, Sonja Roef, Michel Stoffel en Lucien Wercollier, te zien in een tentoonstelling met kunst uit de privécollectie van groothertogin Charlotte van Luxemburg in het Musée National d'Histoire et d'Art (MNHA). Ter gelegenheid van de 100e verjaardag van zijn geboorte wijdde het MNHA in 2011 een expositie aan het werk van Joseph Probst, waarbij ook werk van zijn vrouw Colette Probst-Wurth was te zien.

## Enkele werken
- 1943 portret van Jemp Michels, collectie MNHA.
- 1946 ontwerp van postzegels voor Caritas Luxembourg, uitgegeven ter gelegenheid van de 600e sterfdag van Jan de Blinde.[8]
- gebrandschilderde ramen in de Sint-Willibrordusbasiliek in Echternach, samen met broer Émile.[9]
- 1956? mozaïek op de koorwand van de kerk van Capellen.
- 1963 mozaïeken aan de gevel van het nieuwe gebouw van de Athénée de Luxembourg, samen met François Gillen en Michel Stoffel.
- 1980-1981 ontwerp ijzeren scherm voor het koor van Sint-Laurentiuskerk in Diekirch,  uitgevoerd door Jean Ney. Zijn vrouw maakte keramieke voorstellingen voor de deur van de tabernakel.

- Bibliothèque nationale de France: cb13487106z (data)
- Gemeinsame Normdatei: 118596667
- International Standard Name Identifier: 0000 0001 2129 320X
- Library of Congress Control Number: n84126499
- Musée national d'archéologie, d'histoire et d'art: lkl000583
- RKD-Nederlands Instituut voor Kunstgeschiedenis: 93812
- Système universitaire de documentation: 035692812
- Union List of Artist Names: 500195414
- Virtual International Authority File: 40170877
- WorldCat: E39PBJpjb7fGKbBMyx76bMdYT3